# Zatypota prima
Zatypota prima är en stekelart som beskrevs av Pierre L. G. Benoit 1953. Zatypota prima ingår i släktet Zatypota och familjen brokparasitsteklar. Inga underarter finns listade i Catalogue of Life.